# 西洸人
西 洸人（にし ひろと、1997年〈平成9年〉6月1日 - ）は、日本のアイドル。男性アイドルグループ・INIのメンバー。鹿児島県出身。LAPONEエンタテインメント所属。

## 略歴
hirotoとして
- 「Dance Expo Tokyo 2015」準優勝、「World of dance Japan 2016」優勝、「VIBE dance competition 2016」関東優勝など、数々のダンスコンクールでタイトルを獲得。
- これまでSHINeeのテミンや、三浦大知、ちゃんみなといった有名アーティストのバックダンサーとして活動していた。
- 特にちゃんみなのバックダンサーとしても活躍。ちゃんみな曰く「ダンサー紹介をすると悲鳴があがったりする」ほどの人気があった。
- 2019年12月から9人組ダンスクルー「THE GREAT GATSBY」に所属し、リーダーを務めた。
- 2020年、ちゃんみなのバックダンサーであるMiQael、BELL、KANと共に「Neighbor House」というオンラインサロンを開始。

2021年
- GYAO!（TBS系列）で放送・配信されたサバイバルオーディション番組『PRODUCE 101 JAPAN SEASON2』に参加。6月13日に放送された最終回では、国民プロデューサーの投票（25万9628票を獲得）によって最終順位6位となり、同番組から誕生した「INI」のメンバーに選ばれた。
- 11月3日、INIとしてのデビューシングルが発売。

2025年
- 1月27日に東京・後楽園ホールで『LAPOSTA 2025 Supported by docomo』内のソロステージ企画「LAPOSTA 2025 SHOW PRODUCED by MEMBERS」を開催。『KiDS』と題した公演を行い、オカモトレイジ・青山テルマ・池﨑理人・田島将吾がサプライズゲスト出演した。

## 人物
- 2018年のWEGOのインタビューで、中学3年生の時にクラスの出し物でLMFAOの「PARTY ROCK ANTHEM」の踊りを覚えたことがダンスを始めたきっかけだと話している[12]。
- 高校1年生までサッカーを続けていたが、高校2年生からダンススクールに通い始めた[12]。
- 趣味はゲーム、アニメ。特技はサッカー、リフティング[13][14]。
- 『PRODUCE 101 JAPAN SEASON2』に参加した理由は、「ダンサーとして活動してきた自分を変えたいと思い、後悔しないため」である[15]。また、ananwebのインタビューで、「そこまでK-POPに興味がなかったが、バックダンサーとしてSHINeeのテミンさんのツアーを回らせていただいて、実際にテミンさんにお会いして、こんなにカッコいい人がいるんだと驚いた。男らしいカッコよさもあるし、華やかさもあって、ダンスうまいし、歌もうまい。自分をステージ上で思いっきり表現して、何万人もの人を魅了している。それがものすごくカッコよくて、そこからアーティストに対する想いが変わった」と話している[16]。

## ディスコグラフィ

### ソロ楽曲
2024年9月29日、自身初めてのソロ曲「SURVIVE」を公開した。
2025年1月20日、自身プロデュースのソロ公演LAPOSTA 2025 SHOW PRODUCED by NISHI HIROTO [ KiDS ]の開催に先駆け、オリジナル楽曲10曲を同時公開した。
- FOREVER KIDS
- YOUTH
- VAJRA
- OMG
- FLOW
- OVERRATE
- KATAKI (feat.RIHITO, SHOGO)[19]
- PARK
- LOVE4LOVE
- RESTART

### 参加楽曲
- 青山テルマ「はい？ feat. NISHI HIROTO（INI）」(2025年)[20]

PRODUCE 101 JAPAN SEASON2
- Let Me Fly～その未来へ～
- Goosebumps[21] - 八men鳥名義
- ONE
- One Day

## 作詞
オーディション内のポジションバトルでラップポジションを選択し、自作のラップを作成、披露。INIとしてデビュー後はメンバーと共に作詞したラップ曲をリリースしている。

### PRODUCE 101 JAPAN SEASON 2
| 公開日        | タイトル           | 評価名         | 動画 | 備考                                                                    |
| ------------- | ------------------ | -------------- | ---- | ----------------------------------------------------------------------- |
| 2021年5月13日 | Nobody Else(cover) | ポジション評価 | ＊   | 曲中の当人が歌うラップ詞のみ当人が作成。 原曲はKEN THE 390のNobody Else |

### INI
| 公開日         | タイトル                   | リリース形態            | 動画 | 備考 |
| -------------- | -------------------------- | ----------------------- | ---- | --- |
| 2021年12月26日 | How are you                | Single デジタルリリース | ＊   | 田島将吾、池﨑理人と共に作詞                                                                                      |
| 2022年4月18日  | Nobody Else w/ドス鯉倶楽部 | オンラインライブ        |      | ドス鯉倶楽部として原曲アーティストであるKEN THE 390とのコラボで再カバー。曲中の当人が歌うラップ詞のみ当人が作成。 |
| 2022年12月14日 | SPECTRA                    | アルバム                | ＊   | 1stアルバム「Awakening」のタイトル曲『SPECTRA』の作詞に携わる。                                                   |
| 2023年5月24日  | DROP                       | シングル                | ＊   | 4thシングル「TAG ME」の中の1曲を自身初となる単独でのフル作詞を手掛ける                                            |
| 2024年2月14日  | LEGIT                      | アルバム                | ＊   | 2ndアルバム「MATCH UP」のタイトル曲『LEGIT』を単独フル作詞。                                                      |
| 2024年6月26日  | Walkie Talkie              | シングル                | ＊   | 6thシングル「THE FRAME」の収録曲『Walkie Talkie』の作詞作曲に携わる。                                             |
| 2024年10月30日 | HI-DE-HO                   | シングル                | ＊   | 7thシングル「THE VIEW」の収録曲『HI-DE-HO』                                                                       |

## 出演
配信番組を除いて主にMAJOR Dance StudioおよびShake Dance Studio hiroto PROFILEをもとに記述

### テレビ番組
- PRODUCE 101 JAPAN SEASON2（2021年、GYAO!・TBS系列）
- 鹿児島から世界へ！INI『西洸人』SP（2021年12月25日、KKB鹿児島放送）[26]
- 英会話フィーリングリッシュ〜データで選んだ推しフレーズ〜（2023年4月- 2025年3月、NHKEテレ）[27]

### ミュージックビデオ
- KEYTALK「Love me」（2016年11月） - ダンサー
- ちゃんみな「FXXKER」（2017年2月） - ダンサー
- ちゃんみな「FRIEND ZONE」（2017年10月） - ダンサー
- XOX「PINKY BABY」（2017年11月） - ダンサー
- ちゃんみな「CHOCOLATE」（2017年11月）
- sumika「ペルソナ・プロムナード」（2018年4月） - ダンサー
- ナオト・インティライミ「ハイビスカス」（2018年7月）
- E-Girls「Perfect World」（2018年9月）
- テミン「Famous」（2019年7月）
- ちゃんみな「2nd Full Album "Never Grow Up" メドレー動画」（2019年8月） - ダンサー
- maco marets「dynamo」（2020年2月）
- ちゃんみな「Angel」（2020年7月）
- WARPs UP 「SUPERNOVA」（2021年2月）- ダンサー

### ライブ・ツアー
- TRITOPS LIVE（2018年） - バックダンサー
- ちゃんみなワンマンライブ「THE PRINCESS PROJECT 2」（2018年10月14日、Zeep Divercity） - バックダンサー
- 三浦大知「第69回 NHK紅白歌合戦」（2018年12月31日、NHKホール） - バックダンサー
- ちゃんみな「THE PRINCESS PROJECT 3」（2019年、東坂zeppツアー） - バックダンサー
- テミン「TAEMIN ARENA TOUR 2019 Xtm」（2019年6月8日 - 8月12日） - ツアーダンサー
- SMTOWN LIVE 2019 IN TOKYO（2019年8月3日 - 5日、東京ドーム） - テミンのバックダンサー
- 三浦大知「ミュージックステーション ウルトラSUPERLIVE」（2019年12月27日） - バックダンサー
- 當山みれい LIVE（2020年） - バックダンサー

## 振付
主にMAJOR Dance StudioおよびShake Dance Studio hiroto PROFILEをもとに記述

### アーティスト
- ちゃんみな
  - Fxxker（2017年）
  - Wonderland（2017年）
  - To Haters（2017年）
  - Friend Zone（2017年）
- ジャニーズWEST
  - プリンシパルの君へ（2018年） - 振付アシスタント
- INI
  - KILLING PART（2021年）- 木村柾哉と共作[28]

### ライブ
- ちゃんみなワンマンライブ「THE PRINCESS PROJECT 2」（2018年） - 振付

### コマーシャル
- オリコカード（2018年） - CM振付アシスタント
- au（2018年） - CM振付アシスタント